# Charge & Go!/Lights
「Charge & Go!/Lights」（チャージ アンド ゴー!/ライツ）は、日本の音楽グループAAAの30枚目のシングル。2011年11月16日にavex traxから発売された。

## 概要
- 前作「CALL/I4U」から約2か月半ぶりの発売となる。
- 『AAA BUZZ COMMUNICATION TOUR 2011 DELUXE EDITION』と同時発売。
- 「Charge & Go!」は「Charge ▶ Go!」と表記されることがある。読み方はどちらも「チャージアンドゴー」である。
- 当初、配信限定曲（TanoCa）として発売されたが、CD化の要望が多く寄せられ、シングルとして発売されることとなった[1]。
- AAAのシングルとしては初めて振りビデオが収録された（ジャケットB）。
- ジャケットA、B、Cとmu-moショップ限定盤の4形態で発売された。mu-moショップ限定盤はAからGまであり、各メンバーのバージョンになっている。
- ジャケットCには「6th Anniversary Sabi Medley」と題し「AAA 6th Anniversary Tour 2011.9.28 at Zepp Tokyo」で披露された「BLOOD on FIRE〜Champagne Gold〜DRAGON FIRE〜Metamorphose〜Jamboree!!〜That's Right〜SUNSHINE〜ハリケーン・リリ、ボストン・マリ」のメドレーがスタジオ音源によって再現収録されている。

## 収録内容

### ジャケットA
CD
1. Charge & Go! [6:24]
（作詞：Kenn Kato / Rap詞：Mitsuhiro Hidaka / 作曲：Tetsuya_Komuro / 編曲：ArmySlick）
森永製菓「ウイダーinゼリー」キャンペーンソング
『TanoCa』限定配信第2弾シングル。初CD化。
2. Lights [5:04]
（作詞：Yusuke Toriumi / Rap詞：Mitsuhiro Hidaka / 作曲：BOUNCEBACK / 編曲：Tohru Watanabe）
3. Charge & Go! (Instrumental) [6:24]
4. Lights (Instrumental) [5:00]

DVD
1. Charge & Go! (Music clip)
2. Charge & Go! (Music clip Making)

### ジャケットB
CD
1. Charge & Go!
2. Lights
3. Charge & Go! (Instrumental)
4. Lights (Instrumental)

DVD
1. Charge & Go! (Music Clip Making part.2)
2. Charge & Go! (振りビデオ)

### ジャケットC
1. Charge & Go! [6:24]
2. Lights [5:04]
3. 6th Anniversary Sabi Medley [8:55]
4. Charge & Go! (Instrumental) [6:24]
5. Lights (Instrumental) [5:00]

### mu-moショップ限定盤
1. Charge & Go!
2. Lights
3. Think about AAA 6th Anniversary〜season 13〜
4. Think about AAA 6th Anniversary〜season 14〜